# Oonops cuervus
Oonops cuervus är en spindelart som beskrevs av Willis J. Gertsch och Davis 1942. Oonops cuervus ingår i släktet Oonops och familjen dansspindlar. Inga underarter finns listade i Catalogue of Life.